# گاس سزار
گاس سزار (انگلیسی: Gus Caesar؛ زادهٔ ۵ مارس ۱۹۶۶) یک بازیکن فوتبال اهل بریتانیا است.